# 723. pehotni polk (Wehrmacht)
Za druge 723. polke glejte 723. polk.
723. pehotni polk (izvirno nemško Infanterie-Regiment 723) je bil eden izmed pehotnih polkov v sestavi redne nemške kopenske vojske med drugo svetovno vojno.

## Zgodovina
Polk je bil ustanovljen 2. maja 1941 kot polk 15. vala na področju WK III za potrebe zasedbenih nalog na Nizozemskem; polk je bil dodeljen 719. pehotni diviziji.
1. maja 1942 so bile 4., 8. in 12. četa reorganizirane v strojnične čete.
15. oktobra 1942 je bil polk preimenovan v 723. grenadirski polk.